# Bieriezniki
Bieriezniki (ros.: Березники) – miasto w Rosji, w Kraju Permskim, na lewym brzegu Kamy. W 2020 roku liczyło ok. 156,5 tys. mieszkańców. Ośrodek przemysłu chemicznego (m.in. produkcja sody, nawozów sztucznych, amoniaku, saletry amonowej, saletry sodowej, gąbki tytanowej oraz farb i barwników), elektrotechnicznego, metalowego, lekkiego, spożywczego i materiałów budowlanych; w mieście działa także port rzeczny. W pobliżu miejscowości znajdują się złoża soli kamiennej, potasowej i magnezowej eksploatowane od XVII wieku. Ponadto w Bierieznikach mieszczą się: oddział Permskiego Uniwersytetu Technologicznego, teatr i muzeum krajoznawcze.

## Historia
Osada założona w 1883 roku, do 1933 znana jako Usole Solikamskie, prawa miejskie od 1932 roku. W 1961 r. uruchomiono system trolejbusowy. Obecnie miasto jest ważnym ośrodkiem przemysłowym; port rzeczny na Kamie. Miasto posiada muzeum jest też znane od XVI wieku z leczniczych wód solankowych.
Bieriezniki dynamicznie rozwinęły się dzięki wydobyciu sylwinitu (od 1927 roku), powstały jako kolonia karna. Kopalnia znajduje się częściowo bezpośrednio pod miastem, zalewane wodą wyrobiska są przyczyną bezpośredniego zagrożenia dla miasta – podmyte korytarze i komory ulegają częstemu zawalaniu, tworząc na powierzchni leje i zapadliska. W mieście działa system monitorujący powstawanie nowych zapadlisk i ostrzegający mieszkańców. Największy do tej pory lej nazywany Dziadkiem powstał w roku 2007, ma 310 m szerokości i 390 m długości, i wciąż się rozrasta. Jego powstanie zmusiło do ewakuacji 2 tys. mieszkańców.